# 结构分析
结构分析是用来确定作用在物理结构和其组件上的荷载所引起的荷载效应。
这种分析包含了多种结构存在形式，比如建筑、桥梁、车辆、机械、家具、生活用品、岩層、義肢和生物组织等。结构分析综合了应用力学、材料科学和用数学计算出结构的形变、內力、应力、支座反力，加速度和结构稳定性。结构分析的结果可以被用来确定结构健全与否，校验其可使用性，通常可以省去物理实验。结构分析因此成为结构工程设计的关键部分。

## 结构和荷载
用来承受荷载的单个实体或系统被称为结构。在土木工程范围内，重要的的结构包含建筑，桥梁和塔；在其他工程分支中，结构可以包含但不仅限于，船舶和飞机的框架，蓄水池，压力容器，机械系统，和电力系统支架。工程师在进行结构设计时，必须在满足其相应的功能性的条件下，考虑它的安全性，美观性和服务功能，并且考虑到经济因素和环境限制。在其它的工程分支中的结构被称为非建筑结构。

### 结构的分类
结构组件和它们的材料被称为 结构系统 。 结构工程师通过结构的形式或功能，以及种组成结构的组件来对结构进行分类。结构组件引导系统作用力，通过诸如连杆，桁架，梁，柱，甚至是缆件，拱，腔或隧道，一个角件，膜结构或架，使作用力以一定形式分布于材料中。

### 荷载
在结构所需要的尺寸被确定以后，需要确定结构所承受的荷载。为了设计一个结构，确定施加的结构荷载相当重要。建筑结构的设计荷载往往由建筑规范所规定。
在遵循建筑规范的结构设计中，一般有两种荷载种类。第一种为静荷载，包含各种结构组件的重量和永久附属件的重量。柱，梁，结构支架，板，屋顶，墙，床，水管，电气组件以及其他附属件的重量都属于静荷载。第二种荷载为动荷载，考虑了各种情况下不同空间和不同大小的荷载。动荷载的种类很多，包含建筑动荷载，桥梁动荷载，铁路动荷载，瞬时冲击荷载，风荷载载，雪荷载,地震荷载以及其它自然荷载。

## 分析方法
截面法(Method of Sections)